# Sericesthis storeyi
Sericesthis storeyi är en skalbaggsart som beskrevs av Britton 1987. Sericesthis storeyi ingår i släktet Sericesthis och familjen Melolonthidae. Inga underarter finns listade i Catalogue of Life.